# Атлант (Атлантида)
Атла́нт або А́тлас (грец. Ἄτλας) — у Давньогрецькій міфології — Атлас, — перший цар Атлантиди, син Посейдона та Клейто.
Існує також поняття «Атлант або Атлас (титан)»
Атла́нт, Атлас (грец. Ατλας, род. відм. Ατλαντος) — у давньогрецькій міфології — син титана Іапета або Япета й Клімени, брат Прометея й Епіметея, володар Мавританії, батько Плеяд, Гіад, Гесперид і Каліпсо.

## Атлант (перший правитель Атлантиди). Міфологія

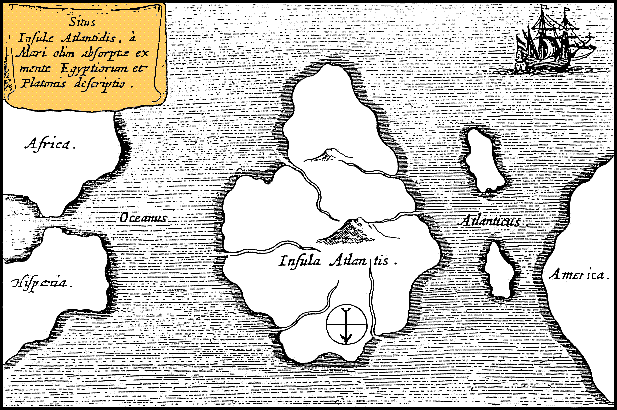
Карта Атлантиди за Афанасієм Кірхером (1669)

Згідно з Діалогами Платона, зокрема за діалогом Платона «Критій», Атлант — син Посейдона та Клейто, і був першим царем Атлантиди.
У Діалогах Критій розповідає, чим була Атлантида до того моменту, коли «боги поділили між собою за жеребом всі країни землі».
"Так і Посейдон, отримавши в спадок Атлантиду, населив її своїми дітьми, зачатими від смертної жінки, приблизно ось в якому місці міста: на рівній відстані від берегів і в середині всього острова була рівнина, якщо вірити переказам, гарніше всіх інших рівнин і дуже родюча, і знову-таки в середині цієї рівнини, приблизно в п'ятдесяти стадіях від її країв, стояла гора, з усіх боків невисока. На цій горі жив один з мужів, з самого початку народжених там на світ землею, на ім'я Евенор, і з ним дружина Левкіппа, їх єдина донька звалася Клейто. Коли дівчина вже досягла шлюбного віку, а мати і батько її померли, Посейдон, запалившись пристрастю, поєднався з нею: той пагорб, на якому вона жила, він зміцнив, по колу відокремивши його від острова і огородивши поперемінно водними і земельними кільцями (земляних було два, а водних — три) більшими або меншими за розміром, зведеними на рівній відстані від центру острова, немов би циркулем. Це загородження було для людей непереборним … "
.
В діалозі «Критій» розповідається, що Посейдон і Клейто п'ять разів народили по парі близнюків чоловічої статі.
«Народивши на світ п'ять разів по парі близнюків чоловічої статі, Посейдон зростив їх і поділив весь острів Атлантиду на десять частин, причому тому зі старшої пари, хто народився першим, він віддав будинок матері і навколишні володіння як найбільшу і кращу долю і поставив його царем над іншими …»
.
Першою парою близнюків були Атлант і Гадір, проте перевага була віддана Атланту, він був названий Першим серед рівних, а його ім'я стало епонімом самої Атлантиди і моря, що її оточувало. Решту синів Посейдон призначив архонтами і кожному виділив землю, названу його ім'ям.
Атланти були могутнім народом і панували над сусідніми країнами. Відповідно до переказів проти атлантів змогли повстати і перемогти їх лише предки афінян. Атлантида затонула внаслідок землетрусів, потопу та інших катаклізмів. Разом з нею загинули армії греків, проте самі афіняни вціліли.
Але не можна плутати Атланта (першого правителя Атлантиди) з іншим Атлантом, братом Прометея і батьком Гесперид, який тримав на крайньому заході на своїх плечах небесне склепіння.
Саме ім'я Атлант в грецькій мові традиційно зводиться до «tlēnai» (що означає «нести») — однокореневого дієслова зі словом «талант» . Яке відповідно походить від гіпотетичного праіндоєвропейського кореня *telh₂- з тим самим значенням.
Атлант вважається творцем астрономії .

## Зв'язок міжАтлантом(царем Атлантиди) таАтлантом(титаном). Міфологічне двійництво
Існує схожість імен Атланта і Гадіра з іменами інших героїв давньогрецьких міфів. Виникає пряма аналогія між сином Посейдона Атлантом (першим царем Атлантиди) та титаном Атласом (якого також називають Атлант).
Геродот ототожнював ці імена. А у Платона в оригіналі, давньогрецькою мовою воно звучить не як Атлант, а як Ἄτλας. Ім'я другого сина Посейдона Гадіра (Евмела) асоціюється з братом Посейдона Аїдом (Гадесом).
Зв'язок з титаном Атлантом простежується не тільки в однаковому імені, а й через той факт, що у давньогрецькій міфології титан, що підтримує небосхил, знаходиться неподалік від саду Гесперид на крайньому заході земної тверді.
Крім того, власне Атлантичний океан, за однією з версій, названий саме на честь титана. Вважається, що титан і людина є міфологічними двійниками, проте прообразом вважається саме титан, міф про якого античні автори переробили, зробивши творцем астрономії. Зв'язок між Посейдоном і титаном Атлантом простежується через доньку Атланта Келено (плеяда), яка за одним із міфів була дружиною Посейдона, а свого сина від Келено Посейдон поселив на Островах Блаженних, розміщених на заході, що перегукується з Атлантидою .

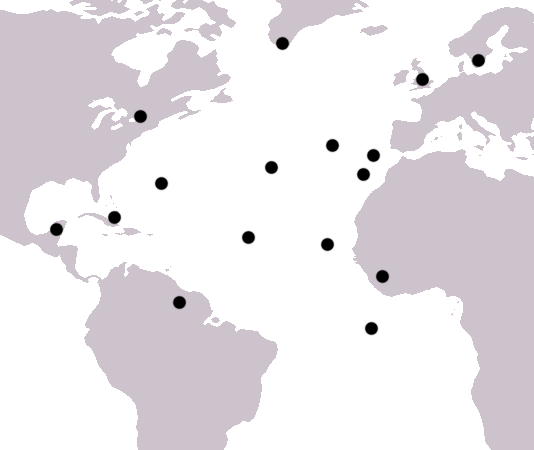
Гіпотетична локалізація Атлантиди у Атлантичному океані

Атлантиду часто ототожнювали з «Островами Блаженних».
За версією Рене-Моріса Гаттефосса, дослідника Атлантиди, Атлант спільно з Зевсом, Посейдоном і Геспером був царем Атлантиди, а самі атланти боролися з горгонами і амазонками. Ця інтерпретація міфу заснована на відомостях Геродота про північно-західні африканські племена, прозвані атлантіоями.
За свідченням Діодора Сицилійського, атлантіоі вважали своїм прабатьком Атланта, якого вони вважали сином Урана, а тому гори Атлас названі його ім'ям — Атлаські гори.
Християнські теологи в одній з теорій пов'язують Атланта з Енохом, сином Каїна .

## Родовід від Атланта (правителя Атлантиди)
Від Атланта походить особливо численний і шанований рід, в якому найстарший завжди був царем і передавав царський сан найстаршому зі своїх синів. З покоління в покоління, зберігаючи владу в роду, нащадки Атланта зібрали такі багатства, яких ніколи не було в жодній царській династії в минулому чи майбутньому. Адже в їхньому розпорядженні було все, що виготовлялось як у місті, так і по всій країні. 
«Багато що ввозилося з підвладних країн, але більшу частину потрібного для життя давав сам острів, перш за все будь-які види копалин твердих і плавких металів, і серед них те, що нині відомо лише за назвою, а тоді існувало насправді: самородний орихалк, який видобували з надр землі в різних місцях острова. Ліс в достатку надавав усе, що потрібно для роботи будівельникам, а також і для прогодування домашніх і диких тварин. Навіть слонів на острові водилося безліч, бо корму вистачало не тільки для всіх інших живих істот, що населяли болота, озера і річки, гори або рівнини, а й для цього звіра, з усіх звірів найбільшого і ненажерливого».

## Атлант (титан). Походження, родовід
Атлант (титан): Батько семи плеяд: Алкіона, Келено, Майя, Меропа, Стеропа, Тайгета та Електра (мати — Плейона або Ефра), Геспера, Гіаса та семи гіад (мати — Плейона (океаніда) або Ефра (океаніда)), батько або дід Гесперид, а також (за Гомером) батько Каліпсо, Діони та Міри. Згадуються також «чотири доньки Атланта, імена яких невідомі», зокрема матір Тантала.
На думку дослідника Е. Г. Рабіновича, у Овідія Персей головою Медузи перетворює Атланта на Атлаські гори, крім того, ототожнення Атланта з горами є також у Геродота.
Від імені Атлант також простежується назва Атлантичний океан, оскільки титан підтримував небо неподалік від саду Гесперід на крайньому заході земної твердині.

## Тлумачення міфу про Атланта (титана)
Існує міф, згідно з яким, Атлант (титан) приречений вічно тримати на плечах небосхил. Це — покарання, за те, що він підтримав боротьбу титанів проти Зевса.
Згідно з іншим міфом, існувало пророцтво Феміди, що у Атланта відбере золоті яблука з його дерева син Зевса. Тому Атлант ретельно оберігав своє дерево із золотими яблуками і відмовив саме через це Персею в гостинності. За це Персей помстився, обернувши Атланта на величезну гору, що підпирає небосхил, за допомогою погляду Медузи Горгони, відсічену голову якої він показав Атланту. Вважається (за однією з версій), що так виникли Атлаські гори, що розташовані у північній Африці.
Очевидна фантастичність міфу про Атланта спричинила намагання раціонально його пояснити. Існувала думка, що саме Атлант навчив Геракла природної філософії.
За іншими версіями, Атлант мав овець з руном світлого золотистого кольору, крім того, Атлант створив небесну сферу із зірками і навчив Геракла астрології.
Існують інші тлумачення, за якими, Атлант був першим царем Аркадії, який жив у Тавмасійській горі; або, наприклад, що він жив біля містечка Полос (Небесна вісь) у Беотії; або був лівійцем, який збудував перший корабель і плавав на ньому.
За Діонісієм Періегетом, на горі Атлант у Лівії стоїть бронзова колона, яка спрямована до неба.
Атлант є символом витривалості і терпіння. З Атлантом пов'язана тема посильності і непосильності (буквальний переклад грецького слова «атлант», споріднений зі словом «атлет», 